# Ray Keeley
Raymond Keeley (sinh ngày 25 tháng 12 năm 1946) là một cựu cầu thủ bóng đá chuyên nghiệp người Anh thi đấu ở Football League cho Charlton Athletic, Exeter City và Mansfield Town.